# Presidenti dell'Abruzzo
Il presidente dell'Abruzzo (ufficialmente: Presidente della Giunta regionale dell'Abruzzo) è il capo del governo dell'Abruzzo. La sede della presidenza è situata presso il Palazzo Ignazio Silone dell'Aquila.
I presidenti della giunta regionale, dal 1970 al 1999, erano eletti dal consiglio regionale. In seguito alla riforma del 1999, l'elezione del presidente della regione avviene per suffragio universale e diretto. Dal 23 febbraio 2019 Marco Marsilio è il presidente della Regione Abruzzo.

## Elenco
I presidenti dell'Abruzzo susseguitisi dal 1970 sono i seguenti:
| Nº                                        | Presidente (Nascita-Morte)                | Presidente (Nascita-Morte)                | Presidente (Nascita-Morte)                  | Partito                                             | Giunta                                    | Composizione                              | Composizione                                  | Mandato                                   | Mandato                                   | Leg.                                      |
| Nº                                        | Presidente (Nascita-Morte)                | Presidente (Nascita-Morte)                | Presidente (Nascita-Morte)                  | Partito                                             | Giunta                                    | Composizione                              | Composizione                                  | Inizio                                    | Fine                                      | Leg.                                      |
| Presidenti eletti dal Consiglio regionale | Presidenti eletti dal Consiglio regionale | Presidenti eletti dal Consiglio regionale | Presidenti eletti dal Consiglio regionale   | Presidenti eletti dal Consiglio regionale           | Presidenti eletti dal Consiglio regionale | Presidenti eletti dal Consiglio regionale | Presidenti eletti dal Consiglio regionale     | Presidenti eletti dal Consiglio regionale | Presidenti eletti dal Consiglio regionale | Presidenti eletti dal Consiglio regionale |
| ----------------------------------------- | ----------------------------------------- | ----------------------------------------- | ------------------------------------------- | --------------------------------------------------- | ----------------------------------------- | ----------------------------------------- | --------------------------------------------- | ----------------------------------------- | ----------------------------------------- | ----------------------------------------- |
| 1                                         |                                           |                                           | Ugo Crescenzi (1930-2017)                   | Democrazia Cristiana                                | Crescenzi I                               |                                           | Centro-sinistra "organico" DC-PSI-PRI         | 3 settembre 1970                          | 23 marzo 1972                             | I (1970)                                  |
| 2                                         |                                           |                                           | Giustino De Cecco (1911-1976)               | Democrazia Cristiana                                | De Cecco I                                |                                           | DC-PSI-PSDI-PRI                               | 23 marzo 1972                             | 16 luglio 1973                            | I (1970)                                  |
| (1)                                       |                                           |                                           | Ugo Crescenzi (1930-2017)                   | Democrazia Cristiana                                | Crescenzi II                              |                                           | DC-PSI-PSDI-PRI                               | 16 luglio 1973                            | 31 maggio 1974                            | I (1970)                                  |
| (2)                                       |                                           |                                           | Giustino De Cecco (1911-1976)               | Democrazia Cristiana                                | De Cecco II                               |                                           | DC-PSI-PSDI-PRI                               | 31 maggio 1974                            | 16 giugno 1975                            | I (1970)                                  |
| (2)                                       | De Cecco III                              |                                           | Giustino De Cecco (1911-1976)               | Democrazia Cristiana                                | DC-PSI-PRI                                | 17 giugno 1975                            | 8 ottobre 1975                                | II (1975)                                 |                                           |                                           |
| 3                                         |                                           |                                           | Felice Spadaccini (1921-2005)               | Democrazia Cristiana                                | Spadaccini I                              |                                           | DC-PSI-PSDI-PRI                               | II (1975)                                 | 8 ottobre 1975                            | 1º marzo 1977                             |
| 4                                         |                                           |                                           | Romeo Ricciuti (1930-2024)                  | Democrazia Cristiana                                | Ricciuti I                                |                                           | DC-PSI-PSDI-PRI                               | II (1975)                                 | 1º marzo 1977                             | 9 giugno 1980                             |
| 4                                         | Ricciuti II                               |                                           | Romeo Ricciuti (1930-2024)                  | Democrazia Cristiana                                | DC-PSI-PRI                                | 9 giugno 1980                             | 30 novembre 1981                              | III (1980)                                |                                           |                                           |
| 5                                         |                                           |                                           | Anna Nenna D'Antonio (1927)                 | Democrazia Cristiana                                | Nenna D'Antonio                           |                                           | DC-PSI-PSDI-PRI                               | III (1980)                                | 30 novembre 1981                          | 13 maggio 1983                            |
| (3)                                       |                                           |                                           | Felice Spadaccini (1921-2005)               | Democrazia Cristiana                                | Spadaccini II                             |                                           | DC-PSI-PSDI-PRI                               | III (1980)                                | 13 maggio 1983                            | 1º ottobre 1985                           |
| 6                                         |                                           |                                           | Emilio Mattucci (1927-2000)                 | Democrazia Cristiana                                | Mattucci                                  |                                           | Pentapartito DC-PSI-PSDI-PRI-PLI              | 1º ottobre 1985                           | 1º agosto 1990                            | IV (1985)                                 |
| 7                                         |                                           |                                           | Rocco Salini (1931-2016)                    | Democrazia Cristiana                                | Salini                                    |                                           | Quadripartito DC-PSI-PSDI-PLI                 | 1º agosto 1990                            | 30 settembre 1992                         | V (1990)                                  |
| 8                                         |                                           |                                           | Vincenzo Del Colle (1938)                   | Democrazia Cristiana Partito Popolare Italiano      | Del Colle                                 |                                           | DC-PSI-PSDI-PLI                               | 24 ottobre 1992                           | 8 giugno 1995                             | V (1990)                                  |
| Presidenti eletti a suffragio universale  |                                           |                                           |                                             |                                                     |                                           |                                           |                                               |                                           |                                           |                                           |
| 9                                         |                                           |                                           | Antonio Falconio (1938-2021)                | Partito Popolare Italiano                           | Falconio                                  |                                           | L'Ulivo (PDS-PRC-PPI-PdD-FdV)                 | 8 giugno 1995                             | 9 maggio 2000                             | VI (1995)                                 |
| 10                                        |                                           |                                           | Giovanni Pace (1933-2018)                   | Alleanza Nazionale                                  | Pace                                      |                                           | La Casa delle Libertà (FI-AN-CCD-CDU-PDC)     | 9 maggio 2000                             | 22 aprile 2005                            | VII (2000)                                |
| 11                                        |                                           |                                           | Ottaviano Del Turco (1944-2024)             | Socialisti Democratici Italiani Partito Democratico | Del Turco                                 |                                           | L'Unione (L'Ulivo-PRC-UDEUR PdCI-SDI-IdV-FdV) | 22 aprile 2005                            | 17 luglio 2008                            | VIII (2005)                               |
| –                                         |                                           |                                           | Enrico Paolini (Vicepresidente f.f.) (1957) | Partito Democratico                                 | Del Turco                                 | 17 luglio 2008                            | L'Unione (L'Ulivo-PRC-UDEUR PdCI-SDI-IdV-FdV) | 3 gennaio 2009                            |                                           | VIII (2005)                               |
| 12                                        |                                           |                                           | Giovanni Chiodi (1961)                      | Il Popolo della Libertà Forza Italia                | Chiodi                                    |                                           | Centro-destra PdL-MpA                         | 3 gennaio 2009                            | 13 giugno 2014                            | IX (2008)                                 |
| 13                                        |                                           |                                           | Luciano D'Alfonso (1965)                    | Partito Democratico                                 | D'Alfonso                                 |                                           | Centro-sinistra PD-CD-SEL-IdV-PSI-SC          | 13 giugno 2014                            | 10 agosto 2018                            | X (2014)                                  |
| –                                         |                                           |                                           | Giovanni Lolli (Vicepresidente f.f.) (1950) | Partito Democratico                                 | D'Alfonso                                 | 10 agosto 2018                            | Centro-sinistra PD-CD-SEL-IdV-PSI-SC          | 23 febbraio 2019                          |                                           | X (2014)                                  |
| 14                                        |                                           |                                           | Marco Marsilio (1968)                       | Fratelli d'Italia                                   | Marsilio I                                |                                           | Lega-FI-FdI-UdC                               | 23 febbraio 2019                          | 10 aprile 2024                            | XI (2019)                                 |
| 14                                        | Marsilio II                               |                                           | Marco Marsilio (1968)                       | Fratelli d'Italia                                   | FdI-FI-Lega-NM                            | 10 aprile 2024                            | in carica                                     | XII (2024)                                |                                           |                                           |

## Presidenti per durata complessiva
| N. | Presidente            | Giorni in carica |
| -- | --------------------- | ---------------- |
| 1  | Marco Marsilio        | 2370             |
| 2  | Giovanni Chiodi       | 1987             |
| 3  | Giovanni Pace         | 1809             |
| 4  | Antonio Falconio      | 1797             |
| 5  | Emilio Mattucci       | 1765             |
| 6  | Romeo Ricciuti        | 1735             |
| 7  | Luciano D'Alfonso     | 1519             |
| 8  | Felice Spadaccini     | 1382             |
| 9  | Ottaviano Del Turco   | 1182             |
| 10 | Giustino De Cecco     | 975              |
| 11 | Vincenzo Del Colle    | 957              |
| 12 | Ugo Crescenzi         | 886              |
| 13 | Rocco Salini          | 791              |
| 14 | Anna Nenna D'Antonio  | 529              |
| -  | Giovanni Lolli (f.f.) | 197              |
| -  | Enrico Paolini (f.f.) | 170              |